# British Independent Film Awards 2003
La cerimonia di premiazione della 6ª edizione dei British Independent Film Awards si è svolta il 4 novembre 2003 all'Hammersmith Palais di Londra ed è stata presentata da Andrea Oliver.

## Vincitori e candidati
I vincitori sono indicati in grassetto.

### Miglior film indipendente britannico
- Piccoli affari sporchi (Dirty Pretty Things), regia di Stephen Frears
- 28 giorni dopo (28 Days Later), regia di Danny Boyle
- Buffalo Soldiers, regia di Gregor Jordan
- Magdalene (The Magdalene Sisters), regia di Peter Mullan
- Young Adam, regia di David Mackenzie

### Miglior regista
- Stephen Frears - Piccoli affari sporchi (Dirty Pretty Things)
- Danny Boyle - 28 giorni dopo (28 Days Later)
- David Mackenzie - Young Adam
- Jim Sheridan - In America - Il sogno che non c'era (In America)
- Michael Winterbottom - Cose di questo mondo (In This World)

### Premio Douglas Hickox al miglior regista esordiente
- Richard Jobson - 16 Years of Alcohol
- Stephen Fry - Bright Young Things
- Sarah Gavron - This Little Life
- Jeremy Wooding - Bollywood Queen
- Penny Woolcock - The Principles of Lust

### Miglior sceneggiatura
- Steven Knight - Piccoli affari sporchi (Dirty Pretty Things)
- Anders Thomas Jensen e Lone Scherfig - Wilbur Wants to Kill Himself
- Peter Mullan - Magdalene (The Magdalene Sisters)
- Juliette Towhidi e Tim Firth - Calendar Girls
- Eric Weiss, Nora Maccoby e Gregor Jordan - Buffalo Soldiers

### Miglior attrice
- Olivia Williams - The Heart of Me
- Kate Ashfield - This Little Life
- Helena Bonham Carter - The Heart of Me
- Samantha Morton - In America - Il sogno che non c'era (In America)
- Tilda Swinton - Young Adam

### Miglior attore
- Chiwetel Ejiofor - Piccoli affari sporchi (Dirty Pretty Things)
- Paddy Considine - In America - Il sogno che non c'era (In America)
- Ewan McGregor - Young Adam
- Kevin McKidd - 16 Years of Alcohol
- Joaquin Phoenix - Buffalo Soldiers

### Miglior attore o attrice non protagonista
- Susan Lynch - 16 Years of Alcohol
- Shirley Henderson - Wilbur Wants to Kill Himself
- Sophie Okonedo - Piccoli affari sporchi (Dirty Pretty Things)
- Adrian Rawlins - Wilbur Wants to Kill Himself
- Benedict Wong - Piccoli affari sporchi (Dirty Pretty Things)

### Miglior esordiente
- Harry Eden - Pure
- Chiwetel Ejiofor - Piccoli affari sporchi (Dirty Pretty Things)
- Romola Garai - Il profumo delle campanule (I Capture the Castle)
- Jamie Sives - Wilbur Wants to Kill Himself

### Miglior produzione
- Cose di questo mondo (In This World), regia di Michael Winterbottom
- 16 Years of Alcohol, regia di Richard Jobson
- 28 giorni dopo (28 Days Later), regia di Danny Boyle
- Bright Young Things, regia di Stephen Fry
- Buffalo Soldiers, regia di Gregor Jordan

### Miglior contributo tecnico
- Peter Christelis - Cose di questo mondo (In This World)
- Tim Alban - Cose di questo mondo (In This World)
- David Holmes - Buffalo Soldiers
- Michael Howells - Bright Young Things
- John Rhodes - 16 Years of Alcohol
- Joakim Sundstr - Cose di questo mondo (In This World)
- Stuart Wilson - Cose di questo mondo (In This World)

### Miglior documentario britannico
- Bodysong, regia di Simon Pummell
- 100 Doors, regia di Kerri Davenport-Burton
- Bugs!, regia di Mike Slee
- Hoover Street Revival, regia di Sophie Fiennes
- The Game of Their Lives, regia di Daniel Gordon

### Miglior cortometraggio britannico
- Dad's Dead, regia di Chris Shepherd
- 72 Faced Liar, regia di Mark Waites
- Extension 21, regia di Lizzie Oxby
- Perfect, regia di Rankin
- Salaryman 6, regia di Jake Knight

### Miglior film indipendente straniero
- City of God (Cidade de Deus), regia di Fernando Meirelles
- Appuntamento a Belleville (Les triplettes de Belleville), regia di Sylvain Chomet
- La città incantata (Sen to Chihiro no kamikakushi), regia di Hayao Miyazaki
- La ragazza delle balene (Whale Rider), regia di Niki Caro
- Secretary, regia di Steven Shainberg

### Premio Richard Harris
- John Hurt

### Premio Variety
- Ian McKellen

### Premio speciale della giuria
- Jeremy Thomas